# Hernán Bolaños
Hernán Bolaños Ulloa (Granada, Nicaragua, 20 de marzo de 1912-San Rafael, Escazú, Costa Rica, 9 de mayo de 1992) fue un futbolista, entrenador, dentista y diplomático costarricense de origen nicaragüense que se desempeñó como delantero en varios clubes de Costa Rica, Cuba y Chile. En este último país actuó en Audax Italiano, en donde conquistó el campeonato de 1936, y fue dos veces goleador del torneo chileno. Además, fue internacional con la selección de fútbol de Costa Rica.

## Trayectoria
Comenzó como futbolista en el Orión, en donde conquistó los torneos de tercera y segunda división. Entre los años 1930 y 1931 militó en el Fortuna de La Habana. Reforzó también a varios clubes en giras y partidos internacionales.
En 1933, en medio de una gira del Audax Italiano, fue contratado por el cuadro itálico para seguir la gira y actuar en el fútbol chileno. Estuvo en Audax por ocho temporadas, de 1933 a 1940. Conquistó el título del campeonato de 1936 en conjunto con su hermano Óscar Bolaños, y logró consagrarse como dos veces goleador del torneo chileno (1936 y 1937).
Volvió a Costa Rica, y fue tres veces entrenador de la selección nacional, con la cual ganó el Campeonato Centroamericano y del Caribe de Fútbol en 1946 y 1948.
Obtuvo el título de cirujano dentista en la Universidad de Chile, y fue embajador de Costa Rica en Chile por dos periodos (1958-1962 y 1966-1967).

## Selección nacional
Fue internacional con la selección de fútbol de Costa Rica en nueve encuentros entre 1930 y 1938, en donde anotó en nueve ocasiones.

## Clubes
| Club           | País       | Año       |
| -------------- | ---------- | --------- |
| Orión FC       | Costa Rica | 1926-1930 |
| Fortuna        | Cuba       | 1930-1931 |
| Orión FC       | Costa Rica | 1932-1933 |
| Audax Italiano | Chile      | 1933-1940 |
| Orión FC       | Costa Rica | 1940-1942 |

## Palmarés

### Como jugador
| Título                        | Club           | País  | Año  |
| ----------------------------- | -------------- | ----- | ---- |
| Primera División de Chile     | Audax Italiano | Chile | 1936 |
| Campeonato Especial de Receso | Audax Italiano | Chile | 1937 |

### Títulos internacionales
| Título    | Equipo                  | Sede       | Año  |
| --------- | ----------------------- | ---------- | ---- |
| Copa CCCF | Selección de Costa Rica | Costa Rica | 1946 |
| Copa CCCF | Selección de Costa Rica | Guatemala  | 1948 |

### Distinciones individuales
| Distinción                               | Año  |
| ---------------------------------------- | ---- |
| Goleador de la Primera División de Chile | 1936 |
| Goleador de la Primera División de Chile | 1937 |